# Йонел Істраті
Йонел Істраті (рум. Ionel Istrati (при народженні Істраті Йон Володимирович рум. Istrati Ion Vladimir), нар. 24 грудня 1990, Кишинів) — молдовський співак та композитор. Став відомим після того, як взяв участь у шоу талантів Голос Румунії у 2011 році.

## Біографія
Співак народився в 1990 році в Кишиневі, а через два роки сім'я переїхала в село Цибулівка Дубоссарського району Придністров'я. Йонел закінчив Дубоссарську гімназію та музичну школу по класу фортепіано та акордеон. З 2007 по 2009 рік навчався в Ліцеї сучасної науки та техніки в Кишиневі. З 2009 року навчається в Економічній Академії Кишинева на факультеті бізнесу і адміністрування.

### Кар'єра
У 2008 році випускає свій перший відеокліп на пісню «Poate», а в липні 2009 року другий відеокліп «Uită-mă». У 2010 році співак брав участь у національному відборі конкурсу Євробачення з піснею «Люблю тебя», в цьому ж році брав участь у «Фабриці зірок — 2». У 2011 році взяв участь у телевізійному шоу талантів «Голос Румунії».

## Кліпи
- IONEL ISTRATI — EU NUMAI, NUMAI (official video) [Архівовано 25 серпня 2015 у Wayback Machine.]
- Ионел Истрати — Люблю тебя (Official video) [Архівовано 16 грудня 2015 у Wayback Machine.]
- Ionel Istrati — Одиноко (Official video) HD + Lyrics [Архівовано 18 жовтня 2016 у Wayback Machine.]
- IONEL ISTRATI — POATE (official video) [Архівовано 16 грудня 2015 у Wayback Machine.]